# النسوية في الهند

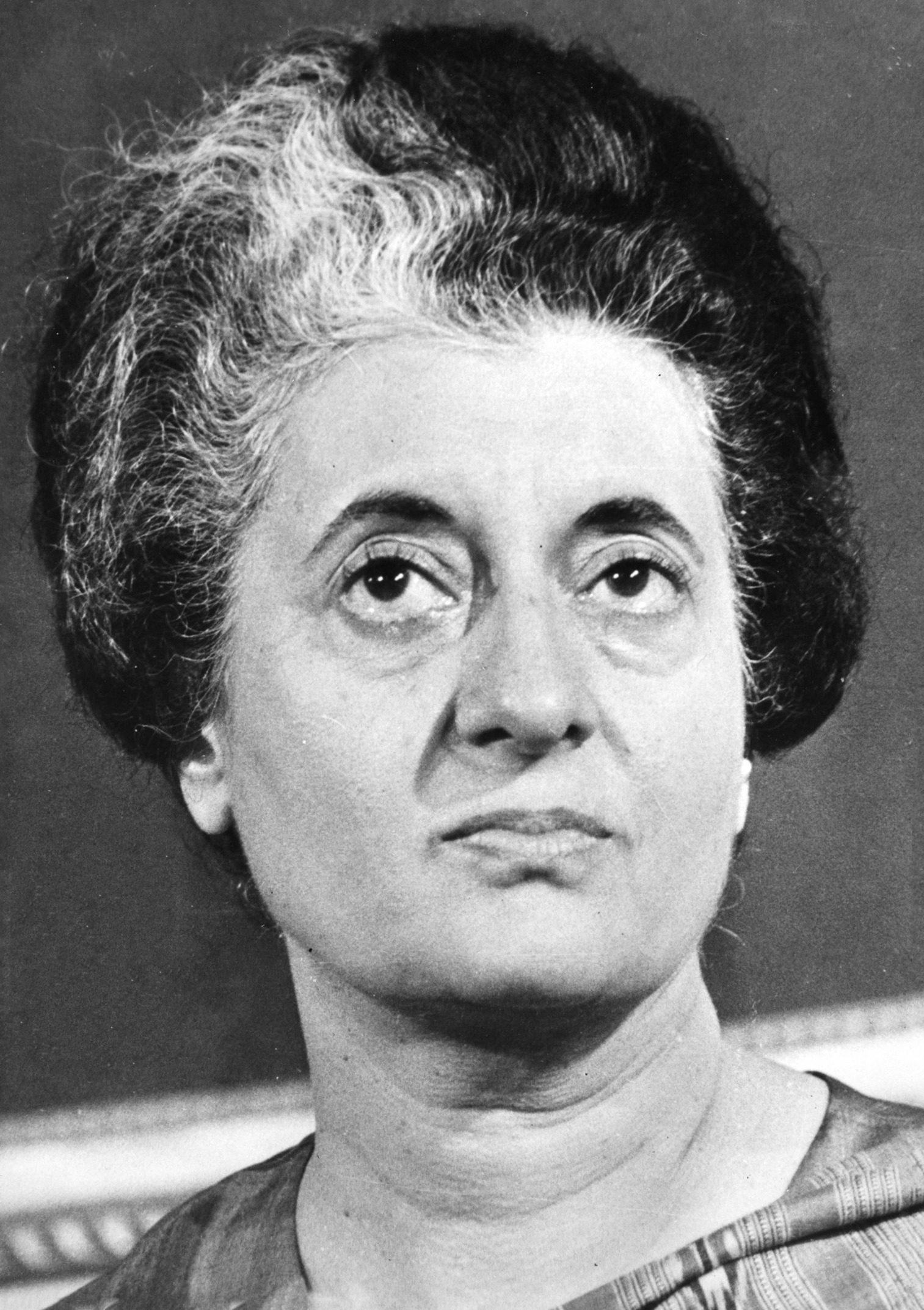

النسوية في الهند هي مجموعة من الحركات التي تهدف إلى تعريف، وتأسيس، والدفاع عن الحقوق السياسية، والاقتصادية، والاجتماعية والفرص المتساوية للنساء في الهند. تسعى للحصول على حقوق المرأة في المجتمع الهندي. مثل كل مثيلاتها من الحركات النسوية حول العالم، تسعى النسوية في الهند لتحقيق المساواة في النوع الاجتماعي، وحق العمل بأجور متساوية، والحصول على تعليم وطبابة، وحقوق سياسية متساوية. ناضل النسويون الهنود ضد قضايا ثقافية في المجتمع الهندي الذكوري، مثل قوانين الإرث. يمكن تقسيم تاريخ النسوية في الهند إلى ثلاثة مراحل: المرحلة الأولى التي بدأت في أواسط القرن الثامن عشر، انطلقت عندما شرع الذكور المستعمرين الأوروبيين بالحديث عن الشرور الاجتماعية لطقوس الستي، استمرت المرحلة الثانية من عام 1915 حتى استقلال الهند، عندما جمع غاندي الحركات النسائية في حركة تحرير الهند، وبدأت المنظمات النسائية المستقلة بالظهور، وأخيرًا المرحلة الثالثة، مرحلة ما بعد الاستقلال التي ركزت على المعاملة الجيدة للنسوة في المنزل بعد الزواج، وفي القوى العاملة، وحق التكافؤ السياسي.
رغم التطور الذي حققته الحركات النسوية الهندية، ما تزال النساء القاطنات في الهند الحديثة تواجهن العديد من مشاكل التمييز. جعلت الثقافة الهندية الذكورية عملية كسب حقوق ملكية الأراضي والحصول على التعليم أمرًا صعبًا. خلال العقدين الفائتين، أصبحت فكرة الإجهاض الانتقائي بسبب الجنس منتشرة. بالنسبة إلى النسويين الهنود، تُعتبر هذه الأمور مظالم تستحق الكفاح ضدها. 
كما في الغرب، انتُقدت الحركات النسوية في الهند. انتُقدت بشكل خاص لتركيزها الكبير على النساء المتميزات فعليًا، وإهمال حاجات وتقديم النساء الأفقر أو المنتميات إلى طبقات أدنى. أدى هذا إلى وجود منظمات وحركات نسوية موجهة إلى طبقات معينة.

## التاريخ
وفقًا لميترايي تشودهوري، على عكس الحركات النسوية الغربية، بدأ الرجال الحركة النسوية الهندية، ثم انضمت إليهم النساء. لكن بدأت النسوية كمبادرة من قبل النساء بشكل مستقبل بعد فترة من الزمن في ماهاراشترا من قبل قادة مناصرين لحقوق المرأة وتعليمها منهم: سافيتريباي فول التي افتتحت أول مدرسة للفتيات في الهند عام 1848، وتاراباي شيند التي كتبت النص النسوي الأول عام 1882، وبانديتا راماباي التي انتقدت الذكورية والنظام الطبقي في الهندوسية وتزوجت رجلًا من طبقة مغايرة لطبقتها واعتنقت المسيحية في ثمانينيات القرن التاسع عشر. تضمنت جهود المصلحين البنغاليين إلغاء طقس الستي، وهو عبارة عن إحراق الأرملة في جنازة زوجها، وإلغاء تقليد زواج الأطفال، وإلغاء تشويه الأرامل، وبدء زواج أرامل الطبقة العليا الهندوسية، وترويج تعليم المرأة، والحصول على حقوق قانونية لتملك المرأة، ومطالبة القانون بالاعتراف بوضع المرأة عن طريق منحها حقوقها الأساسية في أمور مثل التبني.
كان القرن التاسع عشر هو الفترة التي شهدت أغلبية قضايا المرأة التي سُلط الضوء عليها وبدء إجراء الإصلاحات. أُجريت العديد من الإصلاحات الأولى للنساء الهنديات من قبل الرجال. على أي حال، في أواخر القرن التاسع عشر، انضمت إليهم زوجاتهم، وأخواتهم، وبناتهم وأفراد آخرين لمساعدتهم في جهودهم، التي تأثرت بشكل مباشر بحملات مثل تلك التي أُقيمت لتعليم المرأة. في أواخر القرن العشرين، حصلت المرأة على قدر أكبر من الاستقلال الذاتي من خلال إنشاء النساء المستقلات منظمات خاصة بهن. مع أواخر الثلاثينيات والأربعينيات، بدأ تشكيل فكر جديد متعلق بـ«فعالية المرأة». بدأ البحث في هذا الفكر وتوسيعه مع رؤية لابتكار روابط منطقية وأساسية بين النسوية والماركسية، بالإضافة إلى روابط مع الحركة المناهضة للمشاعية والحركة المناهضة للطائفية وغيرها. يضمن دستور الهند «المساواة بين الجنسين»، ما خلق هدوءًا نسبيًا في الحركات النسوية حتى سبعينيات القرن العشرين.
أثناء السنوات التشكيلية للحركات النسوية، كان الفرق بين الجنسين أمرًا مسلمًا به لأن أدوارهما، ووظائفهما، وأهدافهما، ورغباتهما مختلفة. كنتيجة لذلك، لم يتربى كل منهما بطريقة مختلفة فحسب؛ بل كانا يعاملان بطريقة مختلفة أيضًا. مع مرور الزمن، أصبح هذا الاختلاف بعينه سببًا رئيسيًا لبدء الحركات النسوية. جادل المصلحون في أوائل القرن التاسع عشر بأن الفرق بين النساء والرجال لم يكن سببًا لإخضاع المرأة في المجتمع. على أي حال، كان رأي المصلحين اللاحقين أن هذا الفرق تحديدًا هو ما أخضع النساء لأدوارهن في المجتمع كأمهات على سبيل المثال. لذلك كانت هناك حاجة للاهتمام الصحيح بحقوق المرأة. مع تشكيل منظمات المرأة ومشاركتهن في الحملات، تم التأكيد على أدوارهن كأمهات مجددًا لكن في سياق مختلف، هذه المرة كان الجدال يدور حول حق المرأة في الكلام، والتعليم، والتحرر. على أي حال، تغيرت صورة النساء مع وجود الأم كرمز مع مرور الوقت- من التركيز على العائلة إلى خلق رمز أم نموذجية تستحضر صورًا عميقة وتأسلية غالبًا.

### المرحلة الأولى: 1850- 1915
جلب دخول الاستعمار في الحداثة مبادئ في الديمقراطية، والعدالة، والحقوق الفردية. جلب ظهور مبادئ القومية واستبطان الممارسات العنصرية حركات إصلاح اجتماعي مرتبطة بالطبقة الاجتماعية والعلاقات بين الجنسين. بدأ الرجال هذه المرحلة الأولى من النسوية في الهند للتخلص من الشرور المجتمعية لطقس الستي (التضحية بالأرامل)، وللسماح للأرامل بالزواج مرة أخرى، ومنع زواج الأطفال، وخفض نسبة الأمية، بالإضافة إلى خفض سن التأهل وضمان حقوق الملكية عن طريق التدخل القانوني. بالإضافة إلى ذلك، رفضت بعض نساء الطبقة العليا الهندوسية القيود التي واجهنها في ظل التقاليد الإبراهيمية. على أي حال، أُحبطت الجهود المبذولة لتحسين وضع المرأة في المجتمع الهندي إلى حد ما مع أواخر القرن التاسع عشر مع ظهور الحركات القومية في الهند. قاومت هذه الحركات التدخل الاستعماري في العلاقات الجندرية، خصوصًا فيما يخص العلاقات الأسرية. بين أواسط وأواخر القرن التاسع عشر، ظهر شكل قومي لممانعة أي جهود استعمارية لتحديث العائلة الهندية. تضمن هذا الجدال الدائر حول سن التأهل الذي نشب بعد محاولة الحكومة رفع سن زواج الفتيات.
حكمت النساء العديد من الولايات الهندية أثناء الاحتلال البريطاني من ضمنها ولاية جانزي (راني لاكشميباي)، وكيتور (راني شيناما)، وبنجاب (جيند كاور).

### المرحلة الثانية: 1915- 1947
تصاعد الكفاح ضد الحكم الاستعماري خلال هذه الفترة، وأصبحت القومية السبب الأبرز. أصبحت المطالبة بالاستحقاق الهندي أداة للإحياء الثقافي نتج عنه نموذج رئيسي للأنوثة الهندية أشبه ما يكون بالأنوثة في العصر الفكتوري. شرَّع غاندي ووسع النشاطات العامة للنساء الهنديات عن طريق إطلاق حركة عصيان مدني غير عنيفة ضد الهند البريطانية. عزز أدوارهن الأنثوية التي تتضمن الاهتمام، ونكران الذات، والتضحية، والتسامح، وخصصت مكانة للنساء في المناصب العامة. لعبت الفلاحات دورًا مهمًا في ساتياغراها الريفية في بورساد وباردولي. ظهرت منظمات نسائية فقط مثل مؤتمر الهند العمومي للمرأة والاتحاد الوطني للنساء الهنديات. ناضلن النساء من أجل قضايا متعلقة بنطاق المشاركة السياسية للمرأة، وحق النساء في التصويت، والأدوار القيادية في الأحزاب السياسية.
كانت عشرينيات القرن العشرين فترة جديدة للمرأة الهندية، وتُعرف بالنسوية التي كانت مسؤولة عن إنشاء منظمات نسائية محلية. أكدت هذه المنظمات على مشاكل تعلم المرأة، ووضعت استراتيجيات مطورة لسبل عيش المرأة العاملة، ونظمت منظمات على مستوى وطني مثل مجلس الشيوخ الهندي الوطني.